# Saint-Saviol
Saint-Saviol é uma comuna francesa na região administrativa da Nova Aquitânia, no departamento de Vienne. Estende-se por uma área de 10,81 km². Em 2010 a comuna tinha 546 habitantes (densidade: 50,5 hab./km²).